# Елисеев, Олег Павлович
Оле́г Па́влович Елисе́ев (4 июня 1947 — 11 марта 2019) — российский учёный и педагог, специалист по психологии социального развития, профессор МГПУ (2008—2011), Института психологии РГГУ.

## Биография
В 1969 году окончил физико-математический факультет Псковского государственного педагогического института имени Кирова и работал директором школы (1969—1971). Окончив очную аспирантуру Псковского пединститута по специальности «Возрастная и педагогическая психология» (1971—1974), работал преподавателем кафедры психологии того же института, заведующим кабинетом профориентации Псковского областного института усовершенствования учителей (1974—1984), затем инспектором школ и заведующим районной психологической службой Гатчины Ленинградской области (1985—1990).
В 1990 году окончил факультет психологии ЛГУ по специальности «Возрастная и профориентационная психология» и приступил к работе в Ленинградском пединституте имени Герцена в качестве преподавателя и доцента кафедры практической психологии (1990—2001). В 2001—2008 годы работал заведующим кафедрой социальной антропологии и профессором факультета психологии Российского государственного социального университета.
В 2008—2011 годы — профессор кафедры психологии развития Московского педагогического государственного университета. С 2011 года работает профессором кафедры психологии личности Института психологии имени Выготского Российского государственного гуманитарного университета.
11 марта 2019 года ушёл из жизни.

## Научная деятельность
В 1998 году защитил кандидатскую диссертацию, в 2004 году — докторскую диссертацию по специальности «философская антропология и философия культуры». Тема кандидатской диссертации: «Конструктивный познавательный опыт как фактор развития личности»; докторской — «Активность и социокультурная эволюция человека».
При научном руководстве защищены 4 кандидатские диссертации по социальной психологии и теории и методике профессионального образования.
Научные работы — на стыке философской и социальной антропологии, психологии личности, социальной психологии образования и педагогики профессиональной деятельности, основные труды посвящены философско-методологическому осмыслению содержания активной социокультурной эволюции современного человека, в том числе в условиях информатизации и глобализации процессов развития личности, общества и государства.
Автор более 170 научных работ, включая 12 монографий и учебных пособий, в том числе 3 изданы за рубежом.